# Miłotka
Miłotka – struga dorzecza Narwi, prawy dopływ Przylepnicy, o długości 17,31 km. Wypływa w powiecie żuromińskim i płynie niezabudowanymi terenami w kierunku południowo-wschodnim. Przed ujściem do Przylepnicy przepływa przez wieś Miłotki.